# Katalytická oxidace
Katalytické oxidace jsou chemické procesy, při kterých se pomocí katalyzátorů zavádí kyslík do organických a anorganických sloučenin. Tyto procesy mohou být využívány k likvidaci znečišťujících látek, výrobě dále využitelných sloučenin, nebo k získávání energie.

## Oxidace organických sloučenin
Karboxylové kyseliny, ketony, epoxidy a alkoholy se často získávají oxidacemi alkanů a alkynů kyslíkem. Částečná oxidace je obtížná, protože nejvýhodnější reakcí uhlovodíků s kyslíkem je hoření.

## Oxidace anorganických sloučenin
Kyselina sírová se vyrábí z oxidu sírového, který vzniká oxidací oxidu siřičitého. Fosforečnany pro potravinářské účely vznikají oxidací bílého fosforu. Oxid uhelnatý ve výfukových zplodinách se pomocí katalyzátorů přeměňuje na oxid uhličitý.

## Příklady
Průmyslový význam mají katalytické oxidace anorganických i organických sloučenin.
| substrát        | proces                      | katalyzátor                       | produkt                   | využití                                      |
| --------------- | --------------------------- | --------------------------------- | ------------------------- | -------------------------------------------- |
| oxid siřičitý   |                             | oxid vanadičný (heterogenní)      | kyselina sírová           | výroba hnojiv                                |
| amoniak         | Ostwaldův proces            | platina (heterogenní)             | kyselina dusičná          | základní chemikálie, TNT                     |
| sulfan          | Clausův proces              | oxid vanadičný (heterogenní)      | síra                      | zpracování vedlejších produktů rafinace ropy |
| methan, amoniak | Andrussowův proces          | platina (heterogenní)             | kyanovodík                | základní chemikálie, extrakce zlata          |
| ethen           | epoxidace                   | směsi oxidů stříbra (heterogenní) | ethylenoxid               | základní chemikálie, tenzidy                 |
| cyklohexan      | K-A proces                  | soli Co a Mn (homogenní)          | cyklohexanol cyklohexanon | prekurzory nylonu                            |
| ethen           | Wackerův proces             | soli Pd a Cu (homogenní)          | acetaldehyd               | základní chemikálie                          |
| p-xylen         | výroba kyseliny tereftalové | soli Mn a Co (homogenní)          | kyselina tereftalová      | výroba plastů                                |
| propen          | allylová oxidace            | oxidy Mo (heterogenní)            | kyselina akrylová         | výroba plastů                                |
| propen, amoniak | amoxidace                   | oxidy Bi a Mo (heterogenní)       | akrylonitril              | výroba plastů                                |
| methanol        | formox proces               | oxidy Fe a Mo (heterogenní)       | formaldehyd               | základní chemikálie, alkydové pryskyřice     |
| butan           | maleinanhydridový proces    | fosforečnany vanadu (heterogenní) | maleinanhydrid            | plasty, alkydové pryskyřice                  |

## Katalyzátory
Oxidace mohou být katalyzovány jak heterogenními (katalyzátor je v jiné fázi než reaktanty), tak i homogenními katalyzátory (takové jsou ve stejné fázi jako reaktanty). U heterogenních procesů procházejí plynné reaktanty přes pevné katalyzátory, jako jsou například platina nebo redoxně aktivní oxidy železa, vanadu a molybdenu. Katalyzátory se mnohdy upravují přidáváním dalších látek, které zlepšují rychlost nebo selektivitu.
Významnými homogenními, rozpuštěnými v reakčních směsích s reaktanty, katalyzátory oxidací organických sloučenin jsou karboxyláty kobaltu, železa a manganu. K dosažení dobré rozpustnosti v organických rozpouštědlech bývají tyto katalyzátory často odvozovány od naftenových kyselin a kyseliny 2-ethylhexanové, které jsou silně lipofilní. Katalyzátory tohoto druhu spouštějí radikálové řetězové reakce, autooxidace, které vytváří organické radikály, jež se spojují s kyslíkem za vzniku hydrogenperoxidových meziproduktů.
Selektivitu oxidací obvykle určují energie vazeb, například benzylové vazby C-H jsou nahrazovány kyslíkem rychleji než aromatické vazby C-H.

## Využití a výskyt
Řada katalyzátorů selektivních oxidací byla použita na přípravu sloučenin sloužících k výrobě léčiv nebo využívaných ve výzkumu. Za objevy Sharplessovy epoxidace a Sharplessovy asymetrické dihydroxylace byla udělena Nobelova cena.

### Palivové články
V palivových článcích probíhají oxidace organických sloučenin nebo vodíku za přítomnosti katalyzátorů. Katalytické ohřívače vytvářejí teplo spalováním paliva, kde jako oxidační činidlo slouží vzdušný kyslík.

### Biologické katalyzátory
Katalytické oxidace jsou rozšířené v biochemii, protože aerobní organismy získávají energii oxidacemi organických sloučenin. Mimo zdroje energie mají biologické oxidace význam i pro tvorbu biologicky aktivních sloučenin a při detoxikacích toxických látek. Často jde o hydroxylace řízené enzymy obsahujícími železo, jako je cytochrom P450.

## Obtíže
Jedním z obtížných úkolů je katalytická oxidace methanu na methanol. Methanol se oxiduje snadněji než methan.
Ne všechny oxidace lze snadno provést pomocí kyslíku nebo vzduchu. Přeměna propenu na propylenoxid se provádí peroxidem vodíku.